# Paul Mifsud
Paul Mifsud (* 1947) ist ein maltesischer Snooker- und English-Billiards-Spieler, der zwischen 1983 und 1987 formal Profispieler war. Zeitgleich gewann der mehrfache maltesische Meister im Snooker und im English Billiards allerdings sowohl 1985 als auch 1986 die Amateurweltmeisterschaft im Snooker und wurde bei der Europameisterschaft 1988 Vizeeuropameister. Zuvor, im Jahr 1979, hatte er bereits die IBSF World Billiards Championship gewonnen.

## Karriere
Mifsud wurde 1947 geboren, einer anderen Quelle zufolge bereits 1945 oder 1946. In einem Club in Żebbuġ begann Mifsud als Kind, Snooker und English Billiards zu spielen. Bereits 1963 gewann er die maltesische Juniorenmeisterschaft. Zwischen 1968 und 1972 gewann Mifsud fünfmal in Folge die maltesische Snooker-Meisterschaft. Erst 1973 verlor er seinen Titel mit 10:11 an Alfred Borg, der 1974 gegen Mifsud seinen Titel verteidigen konnte. 1975 konnte Mifsud gegen Alfred Borg allerdings wieder einen Titelgewinn verbuchen. 1976 konnte er seinen Titel gegen Joe Grech verteidigen, erreichte 1977 aber nicht einmal das Endspiel. Dafür konnte er noch 1976 an der Amateurweltmeisterschaft teilnehmen. Es war Mifsuds dritte Teilnahme an dem Turnier nach 1970, als er in der Gruppenphase ausschied, und 1972, als er in der Halbfinal-Gruppenphase gehen musste. Diesmal allerdings erreichte er das Endspiel, verlor aber 1:11 deutlich gegen Doug Mountjoy.
Zwischenzeitlich hatte Mifsud achtmal die maltesische English-Billiards-Meisterschaft gewonnen, drei weitere Male war er Vize-Meister geworden. 1979 siegte er auch gegen Norman Dagley im Finale der Amateurweltmeisterschaft im English Billiards. Weitere Meistertitel im Snooker auf Malta folgten 1978 und 1979 sowie 1982 und 1983, einmal gegen Franz Farrugia, dreimal gegen Joe Grech. Dieser konnte ihn lediglich 1980 besiegen. Am 30. Dezember 1980 verunglückte Mifsud zusammen mit seiner Verlobten, als ihr Auto in Attard gegen ein Baum krachte. Während Mifsud knapp überlebte, verstarb seine Verlobte. Im selben Zeitraum nahm Mifsud auch dreimal an der Amateurweltmeisterschaft teil, wobei er 1978 und 1982 im Viertel- und 1980 im Halbfinale ausschied. Anschließend wurde er Profispieler, wobei Mifsud während der Saison 1983/84 nur wenige Profispiele bestritt und lediglich Aufmerksamkeit erlangte, als er die Hauptrunde der Profi-Weltmeisterschaft erreichte. Platziert auf Rang 49 der Weltrangliste, verlor er aber bereits mit der nächsten Saison das Interesse am Profisnooker. Ohne weitere Auftritte als Profispieler, verlor er Mitte 1987 offiziell seinen Profistatus. Zwischenzeitlich, nämlich 1985 und 1986, hatte er auch die maltesische Meisterschaft im English Billiards gewonnen. In diesen beiden Jahren konnte Mifsud auch die Snooker-Meisterschaft und anschließend jeweils auch die Snooker-Amateurweltmeisterschaft gewinnen.
1987 riss Mifsuds Siegesserie bei beiden Turnieren, so verlor er bei der Amateurweltmeisterschaft zum Beispiel im Viertelfinale gegen Geet Sethi. Zwischen 1988 und 1993 konnte Mifsud allerdings jährlich die maltesische Meisterschaft gewinnen, mit Ausnahme des Jahres 1991, als keine Austragung stattfand. Folglich konnte er jährlich an der Amateurweltmeisterschaft teilnehmen, bei der er aber nie über das Achtelfinale hinauskam. Zweimal nahm er zudem an der Europameisterschaft teil, wo er im Jahr 1988 ins Finale einzog, dort aber Stefan Mazrocis unterlag. Zusätzlich durfte er am professionellen World Masters teilnehmen, schied dort aber bereits in der zweiten Runde aus. Mitte der 1990er-Jahre nahm Mifsud zudem an drei weiteren professionellen Turnieren, die jeweils in seinem Heimatland Malta stattfanden. Allerdings schaffte er es bei keinem dieser Turniere, sein Auftaktspiel zu gewinnen. Zwei Jahre nach Mifsuds 18. Meistertitel im Snooker auf Malta gewann der Lokalmatador 1996 gegen Alex Borg seinen letzten Meistertitel. Folglich durfte er noch einmal an der Europameisterschaft und an der Amateurweltmeisterschaft teilnehmen; nach einem Ausscheiden in der Gruppenphase bei der EM erreichte er bei der Amateurweltmeisterschaft sogar das Viertelfinale, musste sich dann aber Steve Lemmens geschlagen geben. Nachdem er 1996 bereits das Finale erreicht hatte, gewann er schließlich 1997 als Mitglied des maltesischen Teams noch den Continental Team Cup.
Derweil hatte Mifsud zwischen 1989 und 2002 weitere zehn Mal die maltesische English-Billiards-Meisterschaft. Damit käme er laut Roll of Honour des maltesischen Verbandes auf insgesamt zwanzig Titel. Anlässlich Mifsuds Meistertitel 2002 gab es aber Medienberichte darüber, dass es sein 25. Titel sein. Zwar gibt es auf der „Roll of Honour“ zwei Ausgaben, deren Sieger unbekannt ist, doch selbst wenn Mifsud diese gewonnen haben sollte, käme er laut Roll of Honour trotzdem nur auf 22 Titel. Eine mögliche Erklärung für diese Diskrepanz lässt sich in keiner Quelle finden.
Für seine Verdienste im Snooker und English Billiards wurde Mifsud 1980 mit der Midalja ghall-Qadi tar-Repubblika ausgezeichnet. Fünfmal wurde er zudem zum maltesischen Sportler des Jahres gewählt (1970, 1976, 1979, 1985 und 1986). Ferner wurde er 2016 als erster Billardspieler in die Hall of Fame des Malta Olympic Committee aufgenommen. In seiner Heimatstadt Żebbuġ wurde er ferner mit einer Statue geehrt.

## Erfolge
| Ausgang                                                                                        | Jahr | Turnier                                     | Finalgegner           | Ergebnis  |
| ---------------------------------------------------------------------------------------------- | ---- | ------------------------------------------- | --------------------- | --------- |
| Snookerturniere                                                                                |      |                                             |                       |           |
| Sieger                                                                                         | 1968 | Maltesische Snooker-Meisterschaft           | Alfred Borg           | 7:2       |
| Sieger                                                                                         | 1969 | Maltesische Snooker-Meisterschaft           | Publius „Pullu“ Grech | 7:4       |
| Sieger                                                                                         | 1970 | Maltesische Snooker-Meisterschaft           | Wilfred Asciak        | 11:7      |
| Sieger                                                                                         | 1971 | Maltesische Snooker-Meisterschaft           | Publius „Pullu“ Grech | 11:7      |
| Sieger                                                                                         | 1972 | Maltesische Snooker-Meisterschaft           | John Lodge            | 11:5      |
| Zweiter                                                                                        | 1973 | Maltesische Snooker-Meisterschaft           | Alfred Borg           | 10:11     |
| Zweiter                                                                                        | 1974 | Maltesische Snooker-Meisterschaft           | Alfred Borg           | unbekannt |
| Sieger                                                                                         | 1975 | Maltesische Snooker-Meisterschaft           | Alfred Borg           | 7:4       |
| Sieger                                                                                         | 1976 | Maltesische Snooker-Meisterschaft           | Joe Grech             | 7:2       |
| Zweiter                                                                                        | 1976 | IBSF-Snookerweltmeisterschaft               | Doug Mountjoy         | 1:11      |
| Sieger                                                                                         | 1978 | Maltesische Snooker-Meisterschaft           | Joe Grech             | 7:5       |
| Sieger                                                                                         | 1979 | Maltesische Snooker-Meisterschaft           | Franz Farrugia        | 7:2       |
| Zweiter                                                                                        | 1980 | Maltesische Snooker-Meisterschaft           | Joe Grech             | 6:7       |
| Sieger                                                                                         | 1982 | Maltesische Snooker-Meisterschaft           | Joe Grech             | 7:5       |
| Sieger                                                                                         | 1983 | Maltesische Snooker-Meisterschaft           | Joe Grech             | 7:2       |
| Sieger                                                                                         | 1985 | Maltesische Snooker-Meisterschaft           | Tony Drago            | 7:1       |
| Sieger                                                                                         | 1985 | IBSF-Snookerweltmeisterschaft               | Dilwyn John           | 11:6      |
| Sieger                                                                                         | 1986 | Maltesische Snooker-Meisterschaft           | Alfred Borg           | 7:4       |
| Sieger                                                                                         | 1986 | IBSF-Snookerweltmeisterschaft               | Kerry Jones           | 11:9      |
| Sieger                                                                                         | 1988 | Maltesische Snooker-Meisterschaft           | Jason Peplow          | 8:2       |
| Zweiter                                                                                        | 1988 | EBSA-Snookereuropameisterschaft             | Stefan Mazrocis       | 7:11      |
| Sieger                                                                                         | 1989 | Maltesische Snooker-Meisterschaft           | Alex Borg             | 8:0       |
| Sieger                                                                                         | 1990 | Maltesische Snooker-Meisterschaft           | Alex Borg             | 8:2       |
| Sieger                                                                                         | 1992 | Maltesische Snooker-Meisterschaft           | Mario Vassallo        | 8:5       |
| Sieger                                                                                         | 1993 | Maltesische Snooker-Meisterschaft           | Frans Mintoff         | 8:3       |
| Sieger                                                                                         | 1996 | Maltesische Snooker-Meisterschaft           | Alfred Borg           | 8:4       |
| English-Billiards-Turniere (mangels Quellen in Sachen maltesische Meisterschaft unvollständig) |      |                                             |                       |           |
| Sieger                                                                                         | 1969 | Maltesische English-Billiards-Meisterschaft | J. De Battista        | unbekannt |
| Zweiter                                                                                        | 1970 | Maltesische English-Billiards-Meisterschaft | Wilfred Asciak        | unbekannt |
| Sieger                                                                                         | 1971 | Maltesische English-Billiards-Meisterschaft | Wilfred Asciak        | unbekannt |
| Zweiter                                                                                        | 1972 | Maltesische English-Billiards-Meisterschaft | Wilfred Asciak        | unbekannt |
| Sieger                                                                                         | 1973 | Maltesische English-Billiards-Meisterschaft | J. Bartolo            | unbekannt |
| Sieger                                                                                         | 1974 | Maltesische English-Billiards-Meisterschaft | Publius Grech         | unbekannt |
| Sieger                                                                                         | 1975 | Maltesische English-Billiards-Meisterschaft | Publius Grech         | unbekannt |
| Sieger                                                                                         | 1976 | Maltesische English-Billiards-Meisterschaft | Publius Grech         | unbekannt |
| Sieger                                                                                         | 1977 | Maltesische English-Billiards-Meisterschaft | unbekannt             | unbekannt |
| Zweiter                                                                                        | 1978 | Maltesische English-Billiards-Meisterschaft | Joe Grech             | 1856:1307 |
| Sieger                                                                                         | 1979 | IBSF World Billiards Championship           | Norman Dagley         | 2943:2152 |
| Sieger                                                                                         | 1985 | Maltesische English-Billiards-Meisterschaft | unbekannt             | unbekannt |
| Sieger                                                                                         | 1986 | Maltesische English-Billiards-Meisterschaft | unbekannt             | unbekannt |
| Sieger                                                                                         | 1989 | Maltesische English-Billiards-Meisterschaft | unbekannt             | unbekannt |
| Sieger                                                                                         | 1990 | Maltesische English-Billiards-Meisterschaft | unbekannt             | unbekannt |
| Sieger                                                                                         | 1991 | Maltesische English-Billiards-Meisterschaft | unbekannt             | unbekannt |
| Sieger                                                                                         | 1992 | Maltesische English-Billiards-Meisterschaft | unbekannt             | unbekannt |
| Sieger                                                                                         | 1993 | Maltesische English-Billiards-Meisterschaft | unbekannt             | unbekannt |
| Sieger                                                                                         | 1996 | Maltesische English-Billiards-Meisterschaft | unbekannt             | unbekannt |
| Sieger                                                                                         | 1997 | Maltesische English-Billiards-Meisterschaft | unbekannt             | unbekannt |
| Sieger                                                                                         | 2000 | Maltesische English-Billiards-Meisterschaft | Frans Mintoff         | 2066:719  |
| Sieger                                                                                         | 2001 | Maltesische English-Billiards-Meisterschaft | Pancrazio Borg        | unbekannt |
| Sieger                                                                                         | 2002 | Maltesische English-Billiards-Meisterschaft | Publius Grech         | 1456:788  |

Teamturniere
- Continental Team Cup: Sieger 1997, Finalist 1996